# Léon Jehin
Léon Jehin (Spa, Bèlgica, 17 de juliol de 1853 – Mònaco, 14 de febrer de 1928) fou un director d'orquestra i compositor belga.
El seu primer mestre fou el seu pare, el qual era director de l'Escola de Música d'aquella ciutat, i després estudià en els Conservatoris de Lieja i Brussel·les, pertanyent per espai de deu anys, com a primer violí, a l'orquestra del Théâtre de la Monnaie. El 1881 fou nomenat professor d'harmonia del Conservatori de Brussel·les i director d'orquestra del teatre d'Anvers, passant després com a segon director al de la Moneda de Brussel·les (1882-88). Posteriorment fou cridat a la direcció del teatre i dels concerts de Montecarlo, havent dirigit també dues temporades l'orquestra del Covent Garden de Londres. És autor d'una Suite de ballet, en quatre parts, i d'altres moltes obres orquestrals i melodies per a cant i piano.